# 大通 (南梁)
大通（527年三月—529年九月）是梁武帝萧衍的第三个年号，共计2年餘。

## 纪年
| 大通 | 元年  | 二年  | 三年  |
| ---- | ----- | ----- | ----- |
| 公元 | 527年 | 528年 | 529年 |
| 干支 | 丁未  | 戊申  | 己酉  |

## 参看
- 中国年号索引
- 同期存在的其他政权年号
  - 孝昌（525年六月—528年正月）：北魏政权北魏孝明帝元詡年号
  - 武泰（528年正月—四月）：北魏政权北魏孝明帝元詡、女婴皇帝元氏、幼主元钊年号
  - 建義（528年四月—九月）：北魏政权北魏孝莊帝元子攸年号
  - 永安（528年九月—530年十月）：北魏政权北魏孝莊帝元子攸年号
  - 天建（524年六月—527年九月）：北魏時期領導莫折念生年号
  - 真王（525年八月—528年二月）：北魏時期領導杜洛周年号
  - 神嘉（525年十二月—535年三月）：北魏時期領導劉蠡升年号
  - 廣安（526年九月—528年九月）：北魏時期領導葛荣年号
  - 天授（527年七月）：北魏時期領導劉獲、鄭辯年号
  - 隆緒（527年十月—528年正月）：北魏時期領導萧宝夤年号
  - 天統（528年六月—529年四月）：北魏時期領導邢杲年号
  - 神獸（528年七月—530年四月）：北魏時期領導万俟丑奴年号
  - 皇武：北魏時期領導劉擧年号
  - 孝基（529年四月—五月）：北魏政权北海王元顥年号
  - 建武（529年五月—閏六月）：北魏政权北海王元顥年号